# Sederginne
Serge Quik (Deurne, 9 september 1993), bekend onder de artiestennaam Sederginne, is een Belgische dragqueen, acteur en komiek. In 2017 speelde Sederginne in de Vlaamse musical La Cage aux Folles. Ook nam hij deel aan het eerste seizoen van Drag Race Holland.

## Carrière
Toen Quik zes was, kreeg hij theaterlessen bij Theater Piep. Op zevenjarige leeftijd ontdekte Quik zijn interesse voor travestie, toen hij tijdens een wijkfeest dragqueens zag optreden. Vanaf dat moment wist hij dat hij later ook dragqueen wilde worden. Quik treedt vanaf zijn vijftiende op als dragqueen. Oorspronkelijk was zijn artiestennaam Serge La Femme, maar deze naam is gewijzigd toen zijn collega's hem Sederginne begonnen te noemen, naar een Belgisch bruistablet tegen hoofdpijn. Over zijn start als dragqueen, vertelt hij:

“Ik had een studentenbaan nodig en zag dat ze bij een bekende Antwerpse gaybar een 'wc-madam' zochten. Ik wilde dat wel doen, in drag. Uiteindelijk heb ik meegedaan aan een missverkiezing voor drags, en dat is uiteindelijk uitgegroeid tot een travestiecarrière.”
Sederginne is internationaal bekend als dragqueen, zo deed zij shows in onder andere New York, Gran Canaria, Moskou, St. Pietersburg en Mykonos. In België treedt zij wekelijks op in het bekende spektakelrestaurant Mask'ara. Sinds 2014 presenteerde Sederginne vier seizoenen lang, shows in het homohotel Elysium in Mykonos. Samen met dragqueen Janey Jacké, met wie zij samen in het eerste seizoen van Drag Race Holland zat, presenteerde zij in 2019 meer dan 130 shows in Mykonos..
In 2017 speelde Sederginne in de Vlaamse musical La Cage aux Folles, naar de gelijknamige Franse film.
In 2024 deed Sederginne mee aan het Prime Video-programma Good Luck Guys. In datzelfde jaar deed ze mee aan het televisieprogramma De Alleskunner VIPS, waar ze op de 34ste plaats eindigde.

### Drag Race Holland
Op 7 september 2020 werd bekendgemaakt dat Sederginne een van de tien kandidaten is voor het eerste seizoen van Drag Race Holland. Sederginne behaalde vier keer achter elkaar een hoge positie op de ranglijst, maar won geen challenges. In de vijfde aflevering werd zij door de jury geëlimineerd en werd daarmee zesde.

## Persoonlijk leven
Quik werd geboren in Deurne, een deelgemeente van Antwerpen. Hij heeft een oudere zus. Quik woont in Antwerpen.

## Galerij

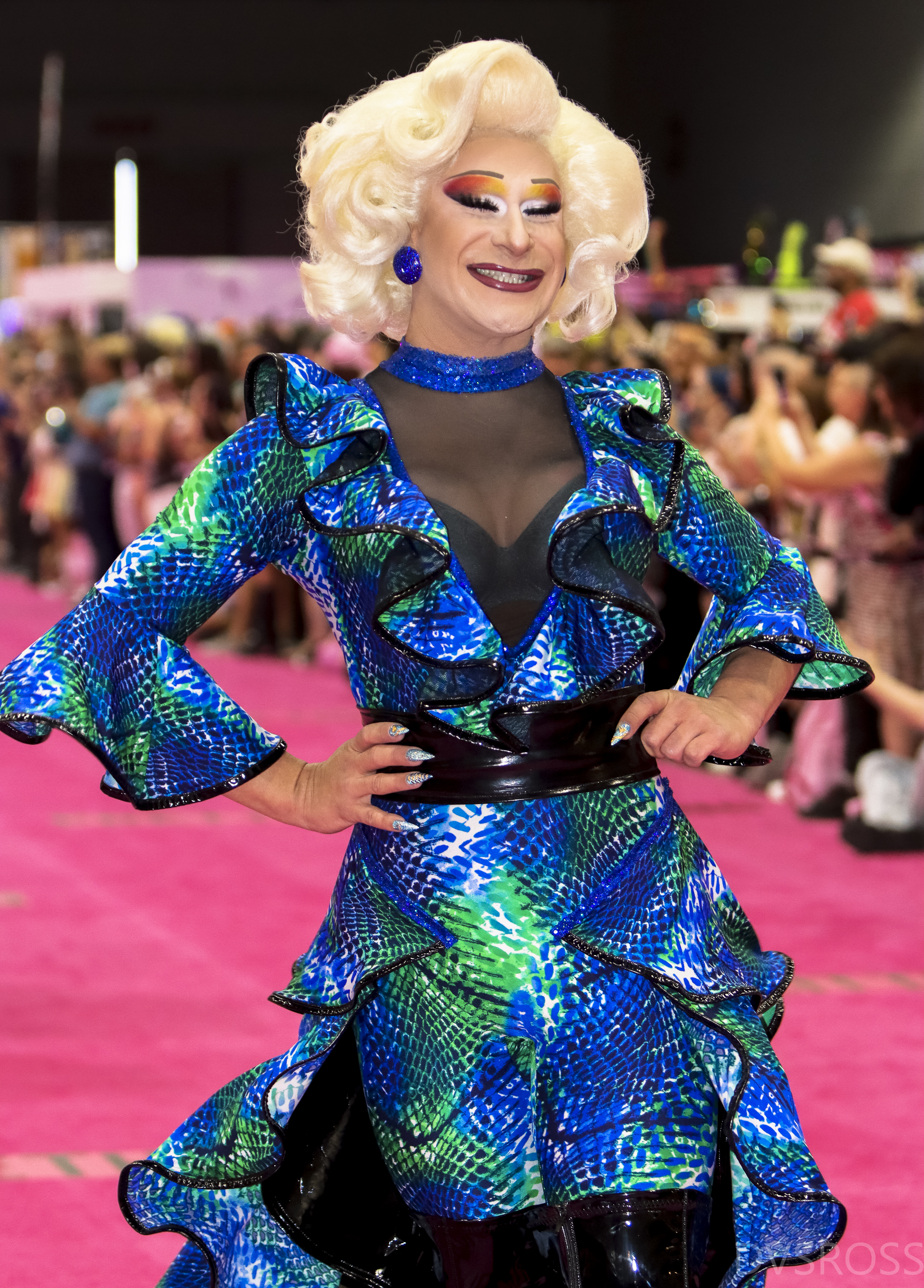
Sederginne tijdens RuPaul DragCon (2022)
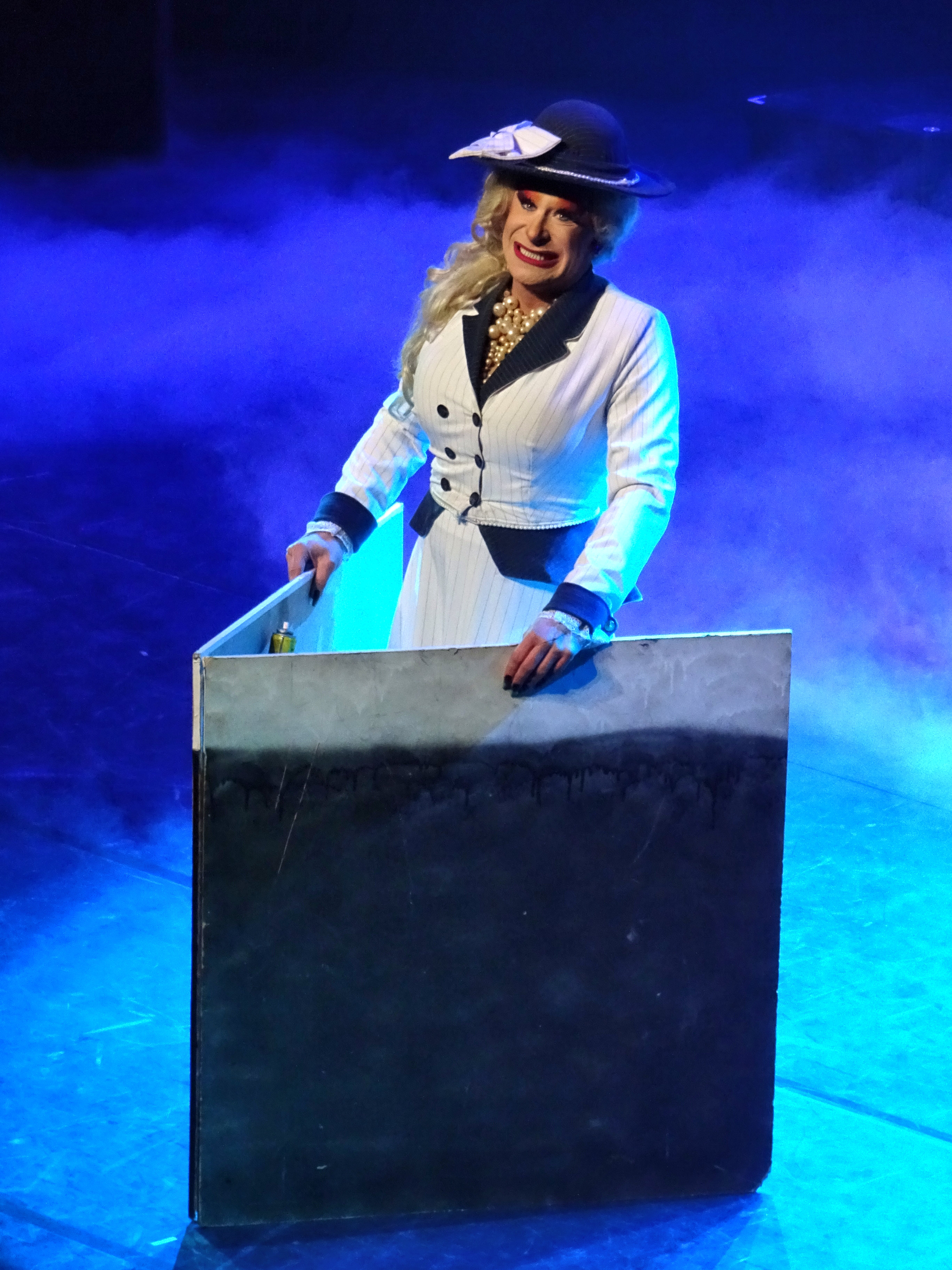
Sederginne met een scene uit de film Titanic (2024)

## Filmografie

### Televisie
| Jaar | Titel             | Rol        | Opmerkingen                     |
| ---- | ----------------- | ---------- | ------------------------------- |
| 2020 | Drag Race Holland | Sederginne | 5 afl.                          |
| 2021 | Drag Race Holland | Sederginne | te gast in de eerste aflevering |

### Theater
| Jaar | Titel              | Rol       | Opmerkingen |
| ---- | ------------------ | --------- | ----------- |
| 2017 | La Cage aux Folles | Dragqueen |             |